# 881 (numero)
Ottocentoottantuno (881) è il numero naturale dopo l'880 e prima dell'882.

## Proprietà matematiche
- È un numero dispari.
- È un numero primo.
  - È un numero primo di Eisenstein.
- È un numero difettivo.
- È un numero felice.
- È un numero nontotiente in quanto dispari e diverso da 1.
- È parte delle terne pitagoriche (369, 800, 881), (881, 388080, 388081).

## Astronomia
- 881 Athene è un asteroide della fascia principale.
- NGC 881 è una galassia spirale della costellazione della Balena.

## Astronautica
- Cosmos 881 è un satellite artificiale russo.